# David Taylor (lutte)
Pour les articles homonymes, voir Taylor et David Taylor.
David Taylor est un lutteur américain né le 5 décembre 1990 à Reno, dans le Nevada. Il a remporté la médaille d'or en lutte libre chez les moins de 86 kg aux Jeux olympiques d'été de 2020 à Tokyo.